# Florin Tănase
Florin Lucian Tănase (Găești, 1994. december 30. –) román válogatott labdarúgó, az FCSB játékosa.

## Pályafutása

### Klubcsapatokban

#### Viitorul Constanța
2014. február 23-án, 19 évesen megszerezte első román élvonalbeli gólját a Viitorul Constanța csapatában a Dinamo Bukarest elleni 2–1-es idegenbeli győzelem alkalmával.

#### FCSB
2016. augusztus 8-án ötéves szerződést kötött az FCSB-vel. A fővárosi csapat 1,5 millió eurós átigazolási díjat fizetett Tănase játékjogáért. Négy nappal később debütált a Botoșani elleni 2–0-s idegenbeli siker alkalmával.
2017. augusztus 2-án szerezte első gólját a nemzetközi porondon a Roș-albaștrii színeiben, a Bajnokok Ligája harmadik selejtezőkörében egy 4–1-es idegenbeli győzelem alkalmával a Viktoria Plzeň ellen. A 2020–21-es idényben 24 gólt szerzett a bajnokságban, ezzel a Liga I góllövőlistájának élén végzett, és bekerült a liga év csapatába is.
2022. április 25-én profi pályafutása első mesterhármasát szerezte korábbi csapata, a Viitorul Constanța, mai nevén Farul Constanța ellen idegenben aratott 4–0-s győzelem alkalmával.

#### Al Jazira
2022. augusztus 6-án az egyesült arab emírségekbeli Al Jazira klub kifizette a 3 millió eurós kivásárlási záradékát. 2022. szeptember 3-án debütált új klubjában a Dibba Al-Fujarah elleni bajnoki mérkőzésen, amelyen egy gólpasszt osztott ki. 1 héttel később megszerezte első gólját az egyesült arab emírségekbeli élvonalban a Khor Fakkan elleni 4–2-es idegenbeli siker alkalmával.

#### El-Ohdúd
2023. augusztus 5-én szabadon igazolhatóként csatlakozott a szaúdi első osztályban szereplő El-Ohdúdhoz. Már az első fordulóban bemutatkozott csapatában az Es-Sabáb elleni bajnoki mérkőzésen. 4 nappal később megszerezte első bajnoki gólját az El-Fateh ellen, viszont csapata 3–1-es vereséget szenvedett.

### A válogatottban
2014. május 31-én, az Albánia ellen 1–0-ra megnyert mérkőzésen, a 83. percben Alexandru Maxim helyére beállva megszerezte első gólját a válogatottban. A következő években kisebb-nagyobb megszakításokkal szerepelt a válogatottban, második gólját pedig a 2022-es VB-selejtezőn szerezte Észak-Macedónia ellen.

## Játékstílusa
Tănase egy sokoldalú labdarúgó, több poszton is bevethető a támadó szekcióban. Gheorghe Hagi a generációja egyik legígéretesebb tehetségének tartotta, ennek ellenére Tănase-t az ellenfelek és a média egyaránt azzal vádolta, hogy túlságosan sokat színészkedik, különösen az FCSB-nél töltött időszaka alatt.

## Statisztika

### Klubcsapatokban
| Klub                | Szezon           | Bajnokság                | Bajnokság | Bajnokság | Kupa  | Kupa  | Ligakupa | Ligakupa | Nemzetközi | Nemzetközi | Egyéb | Egyéb | Összes | Összes | Összes |
| Klub                | Szezon           | Liga                     | Mérk.     | Gólok     | Mérk. | Gólok | Mérk.    | Gólok    | Mérk.      | Gólok      | Mérk. | Gólok | Mérk.  | Gólok  |        |
| ------------------- | ---------------- | ------------------------ | --------- | --------- | ----- | ----- | -------- | -------- | ---------- | ---------- | ----- | ----- | ------ | ------ | ------ |
| Viitorul Constanța  | 2013–14          | Liga I                   | 12        | 3         | 0     | 0     | —        | —        | —          | —          | —     | —     | 12     | 3      |        |
| Viitorul Constanța  | 2014–15          | Liga I                   | 32        | 4         | 0     | 0     | 2        | 1        | —          | —          | —     | —     | 34     | 5      |        |
| Viitorul Constanța  | 2015–16          | Liga I                   | 32        | 15        | 2     | 1     | 1        | 0        | —          | —          | —     | —     | 35     | 16     |        |
| Viitorul Constanța  | 2016–17          | Liga I                   | 3         | 0         | —     | —     | —        | —        | 2          | 0          | —     | —     | 5      | 0      |        |
| Viitorul Constanța  | Összesen         | Összesen                 | 79        | 22        | 2     | 1     | 3        | 1        | 2          | 0          | —     | —     | 86     | 24     |        |
| Voluntari (kölcsön) | 2013–14          | Liga III                 | 12        | 1         | 2     | 0     | —        | —        | —          | —          | —     | —     | 14     | 1      |        |
| FCSB                | 2016–17          | Liga I                   | 22        | 4         | 0     | 0     | 1        | 0        | 2          | 0          | —     | —     | 25     | 4      |        |
| FCSB                | 2017–18          | Liga I                   | 33        | 10        | 1     | 0     | —        | —        | 11         | 1          | —     | —     | 45     | 11     |        |
| FCSB                | 2018–19          | Liga I                   | 34        | 10        | 1     | 0     | —        | —        | 5          | 1          | —     | —     | 40     | 11     |        |
| FCSB                | 2019–20          | Liga I                   | 30        | 7         | 5     | 0     | —        | —        | 8          | 4          | —     | —     | 43     | 11     |        |
| FCSB                | 2020–21          | Liga I                   | 34        | 24        | 0     | 0     | —        | —        | 1          | 1          | 1     | 0     | 36     | 25     |        |
| FCSB                | 2021–22          | Liga I                   | 34        | 20        | 0     | 0     | —        | —        | 2          | 0          | —     | —     | 36     | 20     |        |
| FCSB                | 2022–23          | Liga I                   | 2         | 1         | 0     | 0     | —        | —        | 1          | 0          | —     | —     | 3      | 1      |        |
| FCSB                | Összesen         | Összesen                 | 189       | 76        | 7     | 0     | 1        | 0        | 30         | 7          | 1     | 0     | 228    | 83     |        |
| Al Jazira           | 2022–23          | UAE Pro League           | 21        | 2         | 2     | 3     | 1        | 1        | —          | —          | —     | —     | 24     | 6      |        |
| El-Ohdúd            | 2023–24          | Szaúd-arábiai Pro League | 25        | 2         | 0     | 0     | 0        | 0        | —          | —          | —     | —     | 25     | 2      |        |
| Karrier összesen    | Karrier összesen | Karrier összesen         | 326       | 103       | 13    | 4     | 5        | 2        | 32         | 7          | 1     | 0     | 377    | 116    |        |

Jegyzetek
1. ↑  Mérkőzése(i) az Európa Ligában
2. ↑  Mérkőzése(i) a Bajnokok Ligájában: (négy mérkőzés; egy gól) és az Európa Ligában (hét mérkőzés)
3. ↑  Mérkőzése(i) a Román Szuperkupában
4. 1 2  Mérkőzése(i) az Európa Konferencia Ligában

### A válogatottban
| Románia  | Románia | Románia |
| Év       | Mérk.   | Gólok   |
| -------- | ------- | ------- |
| 2014     | 1       | 0       |
| 2015     | 1       | 0       |
| 2016     | 1       | 0       |
| 2017     | 1       | 0       |
| 2020     | 2       | 0       |
| 2021     | 5       | 1       |
| 2022     | 5       | 1       |
| 2023     | 2       | 0       |
| 2024     | 1       | 1       |
| Összesen | 19      | 3       |

#### Góljai a román válogatottban
| #  | Dátum                | Ellenfél        | Eredmény | Kiírás          | Esemény |
| -- | -------------------- | --------------- | -------- | --------------- | ------- |
| 1. | 2021. március 25.    | Észak-Macedónia | 3 – 2    | Vb-selejtező    | 28' 76' |
| 2. | 2022. szeptember 23. | Finnország      | 1 – 1    | Nemzetek Ligája | 52' 66' |

## Sikerei, díjai
Viitorul Constanța
- Román bajnok: 2016–17

 FCSB
- Román kupagyőztes: 2019–20
- Román szuperkupa ezüstérmes: 2020

Egyéni
- Liga I gólkirály: 2020–21, 2021–22
- Liga I A szezon csapata: 2020–21, 2021–22[21]
- Digi Sport (Románia) Liga I A hónap játékosa: 2017 december[22]

## Fordítás
- Ez a szócikk részben vagy egészben  a   Florin Tănase című angol Wikipédia-szócikk fordításán alapul.  Az eredeti cikk szerkesztőit annak laptörténete sorolja fel. Ez a jelzés csupán a megfogalmazás eredetét és a szerzői jogokat jelzi, nem szolgál a cikkben szereplő információk forrásmegjelöléseként.

#### Közösségi platformok
- Florin Tănase a Facebookon
- Florin Tănase az Instagramon

#### Egyéb weboldalak
- Florin Tănase adatlapja a Transfermarkt oldalán (angolul)
- Florin Tănase adatlapja a Soccerway oldalon (angolul)
- Florin Tănase adatlapja az UAE Pro League oldalán (angolul)
- Florin Tănase az UEFA adatbázisában (angolul)
- Florin Tănase adatlapja a Saudi Pro League oldalán (angolul)
- Florin Tănase adatlapja a RomanianSoccer oldalán (románul)